# Гуменюк, Мария Степановна
Мария Степановна Гуменюк (укр. Марія Степанівна Гуменюк; 1914—1995) — работница сельского хозяйства, доярка и животновод, Герой Социалистического Труда (1958).

## Биография
Родилась 4 ноября 1914 года в с. Дмитровка (ныне в составе села Гришковцы Бердичевского района) в семье сельского хлебороба.
Десятилетней девочкой Мария вместе со своей бабушкой работали на плантациях сахарной свеклы, собирая жуков-долгоносиков на землях ТСОЗ (Товарищества совместной обработки земли), которое существовало с 1923 года. После создания в 1929 году колхоза — вся семья Гуменюк вступила в артель, которой присвоили название «Воля». Затем, после окончания курсов воспитателей, она работала воспитателем в детских яслях. Вышла замуж, родила четверых детей.
В начале Великой Отечественной войны муж Марии Степановны пошёл на фронт и в 1945 году погиб в Чехословакии.
В 1950 году Гуменюк перешла работать на молочнотоварную ферму колхоза им. Сталина (позже — им. XXII партсъезда) села Гришковцы. В 1954−1955 годах она училась на трёхгодичных агрозоотехнических курсах без отрыва от производства и получила звание мастера сельского хозяйства первого разряда в животноводстве. Уже в 1955 году надои от каждой её коровы в среднем достигли 4,5 тысячи литров молока, а через два года среднегодовой надой молока от коровы она доводит до 6000 литров.
В 1957 году Мария Степановна завоевала звание лучшей доярки Житомирской области. В 1958 году за высокие показатели в развитии животноводства она была удостоена звания Героя Социалистического Труда. 19 октября 1960 года Гуменюк награждается нагрудным знаком «Отличник социалистического соревнования УССР».
В 1962 году Мария Гуменюк избирается депутатом Верховного Совета СССР, награждается вторым орденом Ленина и орденом Трудового Красного Знамени. Она стала постоянным участником Всесоюзной выставки народного хозяйства в Москве, где получила несколько золотых и серебряных медалей.
Мария Степановна умерла 30 ноября 1995 года. Похоронена на местном сельском кладбище.

## Память
В 1997 году на могиле Марии Степановны была установлена гранитная плита с её портретом и мемориальной надписью.

## Награды
- Герой Социалистического Труда (1958).
- Награждена двумя орденами Ленина и орденом Трудового Красного Знамени.
- В 1967 году к 50-летию Великого Октября за трудовые достижения её имя было внесено в Книгу Трудовой Славы Бердичевского района. 11 мая 1970 года она была внесена в областную Книгу Трудовой Славы с вручением юбилейной медали «За доблестный труд. В ознаменование 100-летия со дня рождения В. И. Ленина».